# Engine Sentai Go-Onger
Engine Sentai Go-Onger (jap. 炎神戦隊ゴーオンジャー Enjin Sentai Gōonjā) – japoński serial z gatunku tokusatsu. Jest 32 serialem z sagi Super Sentai. Pierwszy odcinek wyemitowano 17 lutego 2008 roku. Serial ma 50 odcinków. Opowiada o piątce (potem siódemce) młodych ludzi walczących z klanem Gaiark, chcącym całkowicie zanieczyścić Ziemię. Go-Ongersom pomagają pojazdy przypominające zwierzęta zwane Engine’ami. Jego amerykańską wersją jest serial Power Rangers RPM.

## Fabuła
Ziemia staje się kolejnym celem klanu robokosmitów Gaiark zamierzającego zanieczyścić cały kosmos. Pół roku wcześniej nawiedzili oni Świat Maszyn zamieszkały przez Engine’y – maszyny przypominające zwierzęta. Trójka Engine’ów ucieka na Ziemię (zwaną przez nich Światem Ludzi) i wybiera trójkę młodych Japończyków – Sōsukego, Rena i Saki na wojowników zwanych Go-Ongersami, których celem staje się ochrona planety przed Gaiark. O Engine’ach i Go-Ongersach dowiadują się były policjant Gunpei Ishihara i wolny strzelec Hanto Jō, którzy zafascynowani trójką postanawiają do nich dołączyć po okazaniu swej woli walki w obronie Ziemi. Piątka Go-Ongersów podróżuje po rodzimym kraju i toczy boje z kosmitami. Niedługo później okazuje się, że Go-Ongersi nie są jedynymi działającymi wojownikami. Drugą drużynę, zwaną Skrzydła Go-On  stanowią Hiroto i Miu Sutō, rodzeństwo o zdolnościach paranormalnych.

## Wojownicy

### Go-Ongersi
- Sōsuke Esumi (jap. 江角 走輔 Esumi Sōsuke) / Go-On Czerwony (jap. ゴーオンレッド Gōon Reddo; Go-On Red) – lider Go-Ongersów, wybrany przez Engine’a Speedora. Sōsuke jest byłym rajdowcem i niepoprawnym optymistą. Nigdy się nie poddaje i jest bardzo pewny siebie. Czasami jego brawura kończy się katastrofą, gdyż ma on tendencję do ciągłego brnięcia naprzód bez zwracania uwagi na rozmiar przeszkody. Często na znak szczęścia podrzuca monetą. Sōsuke jest z wzajemnością zakochany w Miu, jednak doznaje szoku gdy dowiaduje się, że ona lubi tylko bezsilnych mężczyzn i za takiego go uważa. Jego numer to 1. Sōsuke i Speedor pojawiają się także w Gokaiger.
- Ren Kōsaka (jap. 香坂 連 Kōsaka Ren) / Go-On Niebieski (jap. ゴーオンブルー Gōon Burū; Go-On Blue) – zastępca przywódcy, wybrany przez Engine’a Bus-ona. Ren jest najinteligentniejszym z drużyny. Wcześniej był kierowcą autobusu, ale marzył o pracy w zespole rajdowym. Ren pochodzi z rodziny właścicieli gospody na wybrzeżu. Celem zebrania pieniędzy dla swej chorej matki Ren całymi dniami sprzedawał omlety. Z racji swojego podejścia do pozostałych Go-Ongersów, Ren jest jakby dla nich namiastką matki i ojca w jednym. Posiada mały notesik, w którym notuje informacje o danym członku Gaiarku. Jego specjalnością jest tworzenie Souli oraz smażenie omletów. Jego numer to 2.
- Saki Rōyama (jap. 楼山 早輝 Rōyama Saki) / Go-On Żółty (jap. ゴーオンイエロー Gōon Ierō; Go-On Yellow) – jedyna Go-Ongerka, wybrana przez Engine BearRV. Najmłodsza z ekipy, zawsze jest wesoła, nawet po przegranej walce. Saki pracowała wcześniej jako roznosicielka popcornu i napojów na stadionie. Marzy o fajnym chłopaku, co powoduje u Sōsukego strach o to, by nie opuściła z tego powodu grupy. Obok Hanto jest najmłodszą osobą w grupie. W dzieciństwie była nękana przez starszą siostrę, jednak kiedy spotkała ducha, który nakazał jej być zawsze uśmiechniętą, taką się stała. Saki pojawia się także w filmie Gokaiger vs. Goseiger. Jej numer to 3.
- Hanto Jō (jap. 城 範人 Jō Hanto) / Go-On Zielony (jap. ゴーオングリーン Gōon Gurin; Go-On Green) – najmłodszy z Go-Ongersów obok Saki, dołączył do grupy wraz z Gunpeiem w 2 odcinku. Ma dziecinną i lekkoduszną osobowość. Przed zostaniem wojownikiem Hanto był freeterem, a ostatnią pracą, jakiej podjął się przed tym momentem było rozwożenie pizzy w restauracji Doki Doki. Chłopak sądzi, że poprzez posiadania pracy uda mu się znaleźć dziewczynę. Podczas próby zostania Go-Ongersem wraz z Gunpeiem ten niszczy mu skuter, co skutkuje wyrzuceniem Hanto z pizzerii. Mimo to po spełnieniu swego celu chłopak nie przejął się tym i co rusz stara się znaleźć kolejną pracę. Swojego partnera - Bircę spotkał pierwszy raz dopiero w odcinku 3. Wyszło na jaw, że posiadają niemalże identyczne osobowości. Z racji miłości Hanto do lunaparków nie ma on nudności, kiedy Birca używa swojego ataku. Jego numer to 4.
- Gunpei Ishihara (jap. 石原 軍平 Ishihara Gunpei) / Go-On Czarny (jap. ゴーオンブラック Gōon Burakku; Go-On Black) – najstarszy z Go-Ongersów, dołączył do grupy wraz z Hanto w 2 odcinku. Były policjant o dużym poczuciu sprawiedliwości, który odszedł z pracy po kilku kłótniach z przełożonymi. Podczas próby zostania Go-Ongersem niszczy motorynkę Hanto przez co ten traci pracę w pizzerii. Gunpei jest ewidentnym rywalem i przeciwieństwem Sōsukego - jest rozważny, potrafi zachować spokój ducha i zimną krew. Świetny strzelec- potrafił jednym strzałem z pistoletu zniszczyć latacz Gaiark. Początkowo uważał się za bardziej dojrzałego od pozostałych członków drużyny, co było zresztą przyczyną chęci stania się Go-Ongersem. Jego partnerem jest Gunpherd, którego spotkał dopiero w 3 odcinku i który w swym świecie również był policjantem. Jego numer to 5.

### Go-On Skrzydła
- Hiroto Sutō (jap. 須塔 大翔 Sutō Hiroto) / Go-On Złoty (jap. ゴーオンゴールド Gōon Gōrudo; Go-On Gold) – starszy z rodzeństwa, przywódca Go-On Skrzydeł. Z pozoru jest oschłym i zimnym człowiekiem, jednak martwi się o swoją młodszą siostrę Miu. Do walki stosuje kickboxing. Jego partnerką jest Toripter.
  - Przezwisko: Filozof (Philosopher)
- Miu Sutō (jap. 須塔 美羽 Sutō Miu) / Go-On Srebrny (jap. ゴーオンシルバー Gōon Shirubā; Go-On Silver) – młodsza siostra Hiroto. Szykowna i modna dziewczyna. Zakochała się z wzajemnością w Sousuke. Do walki stosuje aikido. Jej partnerem jest Jettoras.
  - Przezwisko: Lovely Sensation

## Broń
- Go-Fon (ゴーフォン Gōfon, Go-Phone) - urządzenie przypominające telefon komórkowy, które jest modułem przemiany Go-On Czerwonego, Niebieskiego i Żółtego. Może służyć również jako komunikator.
- Shift Changer (シフトチェンジャー Shifutochenjā) - bransoletka przypominająca automatyczną skrzynię biegów. Moduł przemiany Go-On Zielonego i Czarnego.
- Mantangun (マンタンガン Mantangan) - pistolet z możliwością przemiany w pałkę, który jest zasilany Soulami Engineów. Jest to podstawowa broń piątki Go-Ongersów - każdy z nich posiada jednego Mantanguna.
- Autostradowe Działo (ハイウェイバスター Haiwei Basutā, Highway Buster) - działo powstałe z połączenia trzech osobistych broni trójki głównych Go-Ongersów. Po umieszczeniu w nim Soula Engine'a wystrzelony przez działo pocisk przybiera jego kształt i pokonuje przeciwnika.
  - Drogowa Szabla (ロードサーベル Rōdo Sāberu, Road Saber) - miecz w kształcie jezdni, broń Go-On Czerwonego.
  - Garażowa Wyrzutnia (ガレージランチャー Garēji Ranchā, Garage Launcher) - działo w kształcie boksu, broń Go-On Niebieskiego.
  - Rajdowy Pocisk (レーシングバレット Rēshingu Baretto, Racing Bullet) - pocisk przypominający mały samochód, broń Go-On Żółtego.
- Węzłowy Karabin (ジャンクションライフル Jankushon Raifuru, Junction Rifle) - małe działko będące połączeniem Mostowego Topora z Maskowym Laserem, którego używają Go-On Czarny i Zielony. Działa po umieszczeniu w nim Soula Engine'a. 
  - Mostowy Topór (ブリッジアックス Burijji Akkusu, Bridge Axe) - duży topór z dwoma ostrzami przypominający most, broń Go-On Zielonego.
  - Maskowy Laser (カウルレーザー Kauru Rēzā, Cowl Laser) - działko laserowe w kształcie maski samochodu, broń Go-On Czarnego.
- Super Autostradowe Działo (スーパーハイウェイバスター Sūpā Haiwei Basutā, Super Highway Buster) - połączenie Autostradowego Działa i Węzłowego Karabinu.
- Kierownico Blaster (ハンドルブラスター Handoru Burasutā, Handle Blaster) - broń powstała z kierownic Engine'ów, której Go-Ongersi używają do kontroli formacji powstałych z połączenia ze sobą robotów.
- Ginjirō (ギンジロー号 Ginjirō-gō) - camper, którym Go-Ongersi jeżdżą po Japonii.
- Wing Trigger (ウイングトリガー Uingu Torigā) - urządzenie w kształcie joysticku, które jest modułem przemiany Go-On Skrzydeł. Może połączyć się z Rakieto Sztyletem w Wing Boostera, a także służyć do kontroli Engine'ów.
- Rakieto Sztylet (ロケットダガー Roketto Dagā, Rocket Dagger) - osobista broń Go-On Skrzydeł będąca krótkim mieczem, którym mogą wykonać 6 różnych ataków. Może się połączyć z Wing Triggerem w Wing Boostera. Każdy z rodzeństwa ma jeden.
- Wing Booster (ウイングブースター Uingu Būsutā) - pistolety Go-On Skrzydeł, połączenie Wing Triggera z Rakieto Sztyletem. Po umieszczeniu w nim Soula Engine'a może wystrzelić pocisk pokonujący oponenta.
- Kankankij (カンカンバー Kankanbā, Kankanbar) - specjalne urządzenie przypominające szlaban, które może pomieścić w sobie 2 Soule oraz funkcjonować w dwóch trybach - karabinu i pałki. Może połączyć się z Mantangunem.
- Go-Roader GT (ゴーローダーGT Gōrōdā Jīti) - urządzenie w kształcie opony, które po umieszczeniu w nim Soula może się powiększyć do ludzkich lub gigantycznych rozmiarów i zmienić się w robota.

### Soule
- Soul Przemiany (チェンジソール Chenji Sōru, Change Soul) - Soule służące do przemiany w Go-Ongersów lub Go-On Skrzydła. Występują w trzech wersjach:
  - niebieskiej - dla Go-On Czerwonego, Niebieskiego i Żółtego, obsługiwanej przez Go-Fony,
  - zielonej - dla Go-On Zielonego i Czarnego, obsługiwanej przez Shift Changery,
  - czerwonej - dla Go-On Skrzydeł, obsługiwana przez Wing Triggery, ma na sobie symbol Go-On Skrzydeł (uskrzydlony symbol Go-Ongersów).
- Soul Engine'a (炎神ソール Enjin Sōru, Engine Soul) - Soul zawierający duszę Engine'a. Jeśli zostanie umieszczony w ciele danego Engine'a, wówczas Engine przebudza się i powiększa do swych naturalnych rozmiarów na 10 minut. Soul ten być też umieszczony w broni by ją aktywować lub modułach przemiany by komunikować się z awatarami Engine'ów.
- Soul Blastera (ブラスターソウル Burasutā Sōru, Blaster Soul) - Soule aktywujące Kierownico Blastery.
- Soul Posiłkowy (キューユソウル Kyūyu Sōru) - Soul służący do zwiększenia mocy.
- Soul Wojownika (トーコンソウル Tōkon Sōru) - Soul aktywujący i powiększający Go-Roadera GT do gigantycznych rozmiarów.

## Engine’y
- Speedor (炎神スピードル Enjin Supīdoru) - hybryda kondora i samochodu sportowego. Jest jednym z pierwszych Engine'ów, które przybyły do Świata Ludzi. Tam wybrał Sōsukego na Go-On Czerwonego i stał się jego partnerem. Speedor nie ma sobie równych jeśli chodzi o szybkość początkową. Jest bardzo przywiązany do swojego wspólnika, gdyż dzieli z nim pasję ścigania się. Jego numer to 1  zaś kolor - czerwony. Formuje górną część Engine Oh. Speedor pojawia się w Gokaiger wraz z BearRV i Bus-onem, gdzie okazało się, że ożenił się z BearRV i mają syna Machalcona, który jest sekretem kluczy Go-Ongersów. Jego imię jest połączeniem angielskich słów speed (szybkość) i condor (kondor).
- Bus-on (炎神バスオン Enjin Basuon) - hybryda lwa i autobusu. Jest jednym z pierwszych Engine'ów, które przybyły do Świata Ludzi. Tam wybrał Rena na Go-On Niebieskiego i stał się jego partnerem. Bus-on podobnie jak jego partner jest osobą odpowiedzialną i rozważną. Stara się być głosem rozsądku i opiekunem Speedora i BearRV. Jest jednym z silniejszych Engine'ów, łatwo rozprawia się z zagradzającymi mu przeszkodami. Przez większość odcinków jest narratorem serii. Jego numer to 2 zaś kolor - niebieski. Formuje nogi Engine Oh oraz Go-On Miecz. Bus-on pojawia się z nowożeńcami Speedorem i BearRV w Gokaiger. Jego imię jest połączeniem angielskich słów bus (autobus) i lion (lew).
- BearRV (炎神ベアールブイ Enjin Beārubui) - hybryda niedźwiedzicy i terenówki. Jedyna kobieta spośród pierwszych Engine'ów, które przybyły do Świata Ludzi. Tam wybrała Saki na Go-On Żółtego i stała się jej partnerką. Podobnie jak ona BearRV jest słodką, ale silną dziewczyną. Jest w stanie jeździć na każdej nawierzchni. Jej numer to 3 zaś kolor - żółty. Formuje środkową część Engine Oh oraz V Tarczę. BearRV pojawia się w Gokaiger wraz ze Speedorem i Bus-onem, gdzie okazało się, że wyszła za Speedora i mają syna Machalcona, który jest sekretem kluczy Go-Ongersów. Jej imię jest połączeniem angielskich słów bear (niedźwiedź) i RV (samochód kempingowy).
- Birca (炎神バルカ Enjin Baruka) - hybryda orki i motocyklu. Przybył do Świata Ludzi wraz z Gunpherdem w 3 odcinku i stał się partnerem Hanto/Go-On Zielonego. Mówi kilkoma językami, najczęściej jednak wtrąca do swych kwestii słowa pochodzenia hiszpańskiego, co jest związane z jego latynoską duszą. Podobnie jak partner Birca lubi ładne dziewczyny i nie boi się gwałtownych obrotów. Jest jednak nierozważny, infantylny i lekkomyślny. Jego numer to 4 zaś kolor - zielony. Birca formuje lewą rękę Gunbir Oh, ale może się też połączyć z Engine Oh w Engine Oh Birkę. Jego imię jest połączeniem angielskich słów bike (motocykl lub rower) i orca (orka).
- Gunpherd (炎神ガンパード Enjin Ganpādo) - hybryda wilczura i radiowozu. Przybył do Świata Ludzi wraz z Birką w 3 odcinku i stał się partnerem Gunpeia/Go-On Czarnego. Z nim łączą go umiejętności strzeleckie, duża odwaga i uparte dążenie do sprawiedliwości. Jego numer to 5 zaś kolor - czarny. Gunpherd formuje prawą rękę Gunbir Oh, ale może się też połączyć z Engine Oh w Engine Oh Gunpherda. Jego imię jest połączeniem angielskich słów gun (pistolet lub broń palna) i German shepherd (owczarek niemiecki).
- Carrygator (炎神キャリゲーター Enjin Kyarigētā) - hybryda aligatora i ciężarówki, pierwszy raz wystąpił w 7 odcinku. Carrygator jest członkiem pradawnego klanu Gaian, jednak pozostałe Engine'y nie znały jego samego, ale w ich szkole słyszeli o jego klanie. Posiada duszę i osobowość samuraja i mówi ze specyficzna starojapońską manierą. Jest w stanie wieźć na sobie 2 Engine'y. Jego numer to 6 zaś kolor - pomarańczowy. Carrygator nie ma partnera, jednak rolę tę pełnią naraz Gunpei i Hanto (pierwszy posiada Engine Casta, drugi Engine Soula). Może się połączyć z Gunpherdem i Birką w Gunbir Oh, gdzie tworzy środkową część robota. Jego imię jest połączeniem angielskich słów carry (przyczepa) i alligator (aligator).
- Toripter (炎神トリプター Enjin Toriputā) - hybryda koguta i helikoptera bojowego, pierwszy raz wystąpił w 15 odcinku. Toripter jest członkiem klanu Skrzydeł, który wraz z innym Enginem z jego klanu - Jetorasem przybył na Ziemię mniej więcej w tym samym czasie, co Speedor, Bus-on i BearRV. Wtedy to Toripter wybrał Hiroto na Go-On Złotego i stał się jego partnerem. Jest uzbrojony w pociski oraz posiada zdolność wytworzenia swoich klonów. Jetoras może wraz z Toripterem połączyć się z Engine Oh w Engine Oh Jetoriptera, a także wraz z nim połączyć się z Jumbowhalem tworząc Seiku Oh. W obydwu przypadkach Toripter tworzy prawą rękę formacji. Jego numer to 7, zaś kolor - złoty. Jego imię jest połączeniem słów tori (鳥, ptak lub kurczak) i helicopter (helikopter).
- Jetoras (炎神ジェットラス Enjin Jettorasu) - hybryda tygrysa i myśliwca, pierwszy raz wystąpił w 15 odcinku. Jetoras jest członkiem klanu Skrzydeł, który wraz z innym Enginem z jego klanu - Toripterem przybył na Ziemię mniej więcej w tym samym czasie, co Speedor, Bus-on i BearRV. Wtedy to Jetoras wybrał Miu na Go-On Srebrnego i stał się jej partnerem. Jest uzbrojony w ostre śmigła oraz pociski. Jetoras może wraz z Toripterem połączyć się z Engine Oh w Engine Oh Jetoriptera, a także wraz z nim połączyć się z Jumbowhalem tworząc Seiku Oh. W obydwu przypadkach Jetoras tworzy lewą rękę formacji. Jego numer to 8, zaś kolor - srebrny. Jego imię jest połączeniem słów jet (samolot) i tora (虎, tygrys).
- Jumbowhale(炎神ジャンボエール Enjin Janboēru) - hybryda wieloryba i samolotu pasażerskiego, pierwszy raz pojawia się w 19 odcinku. Jumbowhale jest twórcą Bompera, a także najmądrzejszym i najbardziej doświadczonym spośród Engine'ów. Jest również mentorem Go-On Skrzydeł. Posiada charakterystyczny francuski akcent, zaś w wyświetlanej przez urządzenia postaci ma czapkę kapitana i wąsik. Jumbowhale może wystrzeliwać wodę z dziury na swym grzbiecie. Potrafi połączyć się z Toripterem i Jetorasem w Seiku Oh, tworząc jego środkową część. Podobnie jak Carrygator nie posiada jednego partnera, zaś rolą tą dzielą się Hiroto (Engine Cast) i Miu (Engine Soul). Jego numer to 9, zaś kolor - indygo. Jego imię jest połączeniem słów Jumbo Jet i whale (wieloryb/waleń).
- Kishamoth (炎神キシャモス Enjin Kishamosu) - hybryda mamuta i lokomotywy parowej, pierwszy raz pojawia się w 32 odcinku. Kishamoth jest jednym z trzech prehistorycznych Engineów, które po walce z Horondentalami zapadły w sen. Wraz z pozostałymi dwoma - T-Linem i K-Linem tworzą legendarny pociąg zwany Złotym Smokiem, który przybył do Świata Ludzi, kiedy jeszcze była era dinozaurów. Kishamoth nie zna ludzkiego języka. Kiedy Speedor był niezdolny do walki, Kishamoth stawiał początkowo opór przed pomocą Go-Ongersom, jednak został ostatecznie oswojony przez Sōsukego i wraz ze swymi kompanami stał się jego kolejnym wspólnikiem. Kishamoth formuje górną część Kyoretsu Oh. Jego numer to 10, zaś kolor - bordowy. Jego imię jest połączeniem słów kisha (汽車, lokomotywa) i mammoth (mamut).
- T-Line (炎神ティライン Enjin Tirain) - hybryda tyranozaura i pociągu shinkansen, pierwszy raz pojawia się w 32 odcinku. T-Line jest jednym z trzech prehistorycznych Engineów, które po walce z Horondentalami zapadły w sen. Wraz z pozostałymi dwoma - Kishamothem i K-Linem tworzy legendarny pociąg zwany Złotym Smokiem, który przybył do Świata Ludzi, kiedy jeszcze była era dinozaurów. T-Line tak jak jego kompani nie zna ludzkiego języka i w porównaniu do nich jest bardziej prymitywny. Formuje prawą nogę Kyoretsu Oh. Jego numer to 11, zaś kolor - biały.
- K-Line (炎神ケライン Enjin Kerain) - hybryda triceratopsa i pociągu shinkansen, pierwszy raz pojawia się w 32 odcinku. K-Line jest jednym z trzech prehistorycznych Engineów, które po walce z Horondentalami zapadły w sen. Wraz z pozostałymi dwoma - Kishamothem i T-Linem tworzy legendarny pociąg zwany Złotym Smokiem, który przybył do Świata Ludzi, kiedy jeszcze była era dinozaurów. K-Line tak jak jego kompani nie zna ludzkiego języka. Formuje lewą nogę Kyoretsu Oh. Jego numer to 12, zaś kolor - jasnoniebieski.
- Retsutaka (炎神烈鷹 Enjin Retsutaka)
- Shishinoshin (炎神獅子之進 Enjin Shishinoshin)
- Tsukinowa (炎神月之輪 Enjine Tsukinowa)

### Kombinacje
- Engine Oh (エンジンオー Enjin'ō) - robot głównej drużyny; połączenie Speedora (głowa, klatka piersiowa i ręce), Bus-ona (nogi i miecz) i BeaRV (brzuch i tarcza). Uzbrojony jest w Go-On Miecz i V-Tarczę.
  - Engine Oh Birca (エンジンオーバルカ Enjin'ō Baruka)
  - Engine Oh Gunpherd (エンジンオーガンパード Enjin'ō Ganpādo)
  - Engine Oh Jetoripter (エンジンオージェットリプター Enjin'ō Jettoriputā)
- Gunbir Oh (ガンバルオー Ganbaruō) - robot Go-On Zielonego i Czarnego; połączenie Birki (lewa ręka), Gunpherda (prawa ręka) i Carrygatora (głowa, tors i nogi).
  - Engine Oh G6 (エンジンオーG6 Enjin'ō Jī Shikkusu) - połączenie Engine Oh i Gunbir Oh.
- Seikuu Oh (セイクウオー Seikūō) - robot Go-On Skrzydeł; połączenie Toriptera (prawa ręka), Jetorasa (lewa ręka) i Jumbowhale'a (głowa, tors i nogi).
  - Engine Oh G9 (エンジンオーG9 Enjin'ō Jī Nain) - połączenie Engine Oh, Gunbir Oh i Seikuu Oh.
- Kyouretsu Oh (キョウレツオー Kyōretsuō) - osobisty robot Go-On Czerwonego, który jest połączeniem Kishamotha (górna część ciała), T-Line'a (prawa noga) i K-Line'a (lewa noga).
  - Engine Oh G12 (エンジンオーG12 Enjin'ō Jī Tōerubu) - połączenie Engine Oh, Gunbir Oh, Seikuu Oh i Kyouretsu Oh.
- Engine Daishougun (エンジンダイショウグン Enjindaishōgun)

## Gaiark
- Minister Zanieczyszczenia Gleby Yogostein (害地大臣ヨゴシュタイン Gaichidaijin Yogoshutain)
- Minister Zanieczyszczenia Powietrza Kitaneidas (害気大臣キタネイダス Gaikidaijin Kitaneidasu)
- Minister Zanieczyszczenia Wody Kegalesia (害水大臣ケガレシア Gaisuidaijin Kegareshia)
- Wiceminister Zanieczyszczenia Gleby Hiramechimedes (害地副大臣ヒラメキメデス Gaichifukudaijin Hiramekimedesu)
- Minister Czystości Kireizki (掃治大臣キレイズキー Sōjidaijin Kireizukī)
- Premier Zbrodni Yogoshimacritein (総裏大臣ヨゴシマクリタイン Sōridaijin Yogoshimakuritain)

## Obsada
- Sōsuke Esumi/Go-On Czerwony: Yasuhisa Furuhara
- Ren Kōsaka/Go-On Niebieski: Shinwa Kataoka
- Saki Rōyama/Go-On Żółty: Rina Aizawa
- Hanto Jō/Go-On Zielony: Masahiro Usui
- Gunpei Ishihara/Go-On Czarny: Kenji Ebisawa
- Hiroto Sutō/Go-On Złoty: Hidenori Tokuyama
- Miu Sutō/Go-On Srebrny: Yumi Sugimoto
- Bomper: Akiko Nakagawa (głos)
- Speedor: Daisuke Namikawa (głos)
- Bus-on: Hisao Egawa (głos)
- BeaRV: Miki Inoue (głos)
- Birca: Sōichirō Hoshi (głos)
- Gunpherd: Kenji Hamada (głos)
- Carrygator: Kyōsei Tsukui (głos)
- Toripter: Shizuka Ishikawa (głos)
- Jetoras: Kiyotaka Furushima (głos)
- Jumbowhale: Tomomichi Nishimura (głos)
- Yogostein, Yogoshimacritein: Kiyoyuki Yanada (głos)
- Kitaneidas: Mitsuaki Madono (głos)
- Kegalesia: Nao Oikawa
- Hiramekimedes: Kazuya Nakai (głos)
- Kireizki: Eiji Takemoto (głos)

## Muzyka
Opening
- „Engine Sentai Go-Onger” (jap. 炎神戦隊ゴーオンジャー Enjin Sentai Gōonjā)

Słowa: Mike Sugiyama
Kompozycja: Takafumi Iwasaki
Aranżacja: Project. R (Ken’ichirō Ōishi & Takafumi Iwasaki)
Wykonanie: Hideyuki Takahashi (Project.R)
Ending
- „Engine First Rap -Type Normal-” (jap. 炎神ファーストラップ-Type Normal- Enjin Fāsuto Rappu -Taipu Nōmaru-) (1–21, 26, 47–49)

Słowa: Mike Sugiyama & Saburō Yatsude
Kompozycja i aranżacja: Ken’ichirō Ōishi (Project. R)
Wykonanie: Project.R (Takayoshi Tanimoto, Sister MAYO, Ken’ichirō Ōishi) wspólnie z Engine Kids
- „Engine Second Rap -TURBO CUSTOM-” (jap. 炎神セカンドラップ-TURBO CUSTOM- Enjin Sekando Rappu -Tābo Kasutamu-) (22, 27–30, 32–35, 46)

Słowa: Mike Sugiyama & Saburō Yatsude
Kompozycja i aranżacja: Ken’ichirō Ōishi (Project. R)
Wykonanie: Project. R (Hideaki Takatori, Mayumi Gojō, Takayoshi Tanimoto, Sister MAYO, Ken’ichirō Ōishi) wspólnie z Engine Kids
- „Engine Eco Rap -Recycle Custom-” (jap. 炎神エコラップ-Recycle Custom- Enjin Eko Rappu -Risaikuru Kasutamu-) (23–24)

Słowa: Mike Sugiyama
Kompozycja i aranżacja: Ken’ichirō Ōishi (Project. R)
Wykonanie: Project. R (Takayoshi Tanimoto, Sister MAYO, Ken’ichirō Ōishi) wspólnie z Engine Kids
- „Engine Formation Rap -GekijōBang! Custom-” (jap. 炎神フォーメーションラップ-劇場BANG! CUSTOM- Enjin Fōmēshon Rappu -Gekijōban! Kasutamu-) (25, film)

Słowa: Mike Sugiyama
Kompozycja i aranżacja: Ken’ichirō Ōishi (Project. R)
Wykonanie: Project. R (Takayoshi Tanimoto, Hideaki Takatori, Sister MAYO, Hideyuki Takahashi, Takafumi Iwasaki, YOFFY, Mayumi Gojō, Ken’ichirō Ōishi) wspólnie z Engine Kids
- „G3 Princess Rap ~PRETTY LOVE♡Limited~” (jap. G3プリンセス ラップ～PRETTY LOVE♡Limited～ Jī Surī Purinsesu Rappu ~Puriti Rabu Rimiteddo~) (31)

Słowa: Mike Sugiyama
Kompozycja i aranżacja: Ken’ichirō Ōishi (Project. R)
Wykonanie: „G3 Princess” (Saki Rōyama [Rina Aizawa], Miu Sutō [Yumi Sugimoto], Kegalesia [Nao Oikawa])
- „Engine Third Rap -AERO-Dynamic CUSTOM-” (jap. 炎神サードラップ-AERO-Dynamic CUSTOM- Enjin Sādo Rappu -Earo-Dainamikku Kasutamu-)

Słowa: Mike Sugiyama & Saburō Yatsude
Kompozycja i aranżacja: Ken’ichirō Ōishi (Project. R)
Wykonanie: Project.R (YOFFY, Takafumi Iwasaki, Hideaki Takatori, Mayumi Gojō, Takayoshi Tanimoto, Sister MAYO, Ken’ichirō Ōishi) wspólnie z Engine Kids
- „Engine Final Rap -Type Evolution-” (jap. 炎神ファイナルラップ-Type Evolution- Enjin Fainaru Rappu-Taipu Eboryūshon-) (42–44)

Słowa: Mike Sugiyama & Saburō Yatsude
Kompozycja i aranżacja: Ken’ichirō Ōishi (Project. R)
Wykonanie: Project.R (Hideyuki Takahashi, Takayoshi Tanimoto, Sister MAYO, Ken’ichirō Ōishi) wspólnie z Engine Kids
- „G5 Prince Rap ~Bombaye★Limited~” (jap. G5プリンスラップ～BONバイエ★Limited～ Jī Faibu Purinsu Rappu ~Bonbaie★Rimiteddo~) (45)

Słowa: Mike Sugiyama & Saburō Yatsude
Kompozycja i aranżacja: Ken’ichirō Ōishi (Project. R)
Wykonanie: G5 Prince (Sōsuke Esumi [Yasuhisa Furuhara], Ren Kōsaka [Shinwa Kataoka], Hant Jō [Masahiro Usui], Gunpei Ishihara [Kenji Ebisawa], Hiroto Sutō [Hidenori Tokuyama]) wspólnie z Bomper (Akiko Nakagawa)
- „Engine Winning Run -Type Formula-” (jap. 炎神ウイニングラン-Type Formula- Enjin Uiningu Ran -Taipu Fōmyura-) (50)

Słowa: Mike Sugiyama & Saburō Yatsude
Kompozycja i aranżacja: Ken’ichirō Ōishi (Project. R)
Wykonanie: Project.R (Hideyuki Takahashi, Takayoshi Tanimoto, Sister MAYO, Hideaki Takatori, Mayumi Gojō, YOFFY, Takafumi Iwasaki, IMAJO, Ken’ichirō Ōishi) wspólnie z Engine Kids